# Церрик
Церри́к (алб. Cërriku) — город на юге Албании, в 16 километрах от города Эльбасан.
Численность населения составляет 18 764 человек (на 2007 год). Население в основном албанцы. Есть также небольшое количество греческих жителей.
Население в основном занято земледелием и в деревообрабатывающей промышленности.
В городе также имеется самый большой в Албании нефтеперерабатывающий завод.
В Церрике находятся три университета.

## Спорт
Футбольный клуб из города Церрик «KS Turbina Cërrik» выступает в высшем дивизионе чемпионата Албании. Клуб основан в 1956 году. В городе есть также волейбольная команда «Cërrik».